# Kaarle McCulloch
Kaarle McCulloch (Campbelltown, 20 de enero de 1988) es una deportista australiana que compite en ciclismo en la modalidad de pista, especialista en la prueba de velocidad por equipos.
Participó en los Juegos Olímpicos de Londres 2012, obteniendo una medalla de bronce en la prueba de velocidad por equipos (junto con Anna Meares).
Ganó diez medallas en el Campeonato Mundial de Ciclismo en Pista entre los años 2009 y 2020.

## Medallero internacional
| Juegos Olímpicos   | Juegos Olímpicos         | Juegos Olímpicos  | Juegos Olímpicos      |
| Año                | Lugar                    | Medalla           | Competición           |
| ------------------ | ------------------------ | ----------------- | --------------------- |
| 2012               | Londres (Reino Unido)    | Medalla de bronce | Velocidad por equipos |
| Campeonato Mundial |                          |                   |                       |
| Año                | Lugar                    | Medalla           | Competición           |
| 2009               | Pruszków (Polonia)       | Medalla de oro    | Velocidad por equipos |
| 2010               | Ballerup (Dinamarca)     | Medalla de oro    | Velocidad por equipos |
| 2011               | Apeldoorn (Países Bajos) | Medalla de oro    | Velocidad por equipos |
| 2012               | Melbourne (Australia)    | Medalla de plata  | Velocidad por equipos |
| 2015               | Saint-Quentin (Francia)  | Medalla de bronce | Velocidad por equipos |
| 2017               | Hong Kong (China)        | Medalla de plata  | Velocidad por equipos |
| 2019               | Pruszków (Polonia)       | Medalla de oro    | Velocidad por equipos |
| 2019               | Pruszków (Polonia)       | Medalla de plata  | Keirin                |
| 2019               | Pruszków (Polonia)       | Medalla de bronce | 500 m contrarreloj    |
| 2020               | Berlín (Alemania)        | Medalla de plata  | Velocidad por equipos |